# Global Underground
1995. Anglia. Két ambiciózus, angol fiatalember, Andrew Archer és Scott Dawson megalapítja a Boxed lemezkiadó céget, s ezzel éltre keltik minden idők egyik legkedveltebb elektronikus-tánczenei cd-sorozatát, a house és trance zene szerelmesei által Istenként tisztelt Global Underground-ot. 
A label elsősorban a progressive-house néven ismert zenei irányzatot követő és prezentáló albumok széles skáláját vonultatja fel, olyan nagynevű és az egész világon méltán híres lemezlovasok előadásában, mint Sasha, John Digweed, Danny Tenaglia és nem utolsósorban Paul Oakenfold.
Az első darab 1996-ban, Tel Aviv-ban került rögzítésre, az azóta már elhunyt Tony de Vit mixelésében. A kiadványok jellegzetessége, hogy mindegyik kompiláció egy adott ország adott városában kerül rögzítésre, egy nemzetközileg ismert és elismert lemezlovas mixelésében. A sorozat segítségével e városok klubéletébe nyerünk betekintést, az ottani hangulatot, érzéseket, zenei élményeket, inspirációkat prezentálják az egyes darabok. 
1996 óta a sorozat rengeteg hasznot termelt az alapítóknak és etalonná vált a house-zene világán belül. Sokan nem szeretik a műfajokba való besorolást (sokszor nagy az átfedés és olyan sok az alirányzat), de valahogy mégis szükség van rá, így a mixsorozat hangzását jobbára a progressive-house irányába sorolhatnánk, de találunk a mixek között számos trance és breakbeat központú kiadványt is. A kezdeti időkben, az első pár GU-kompiláció (ld. Tony de Vit, Nick Warren) még hard-house központú volt, majd egyre inkább a progresszívebb house, trance és tech hangzás került előtérbe. Az ezredforduló után szép lassan temetni kezdték a progressive-house-t, s valami újra várt mindenki. Ahogy azt mondani szokták, az energia nem vész el csak átalakul, úgy a progresszív irányzat sem tűnt el -mint azt sokan előrevetítették-, hanem átalakult. A tört ütemek térnyerése új életet lehelt a már temetett irányzatba, s felfrissítette azt. A fúzió sokak számára meglepő volt, de működött, s számos GU-mixen is felfedezhetjük a tört ütemek jelenlétét (ld. James Lavelle – Barcelona, James Lavelle – Romania). De nem volt hosszú ez a „házasság”, ez a fúzió is gyorsan megkötött, s mostanság a progresszív hangzás a legkevésbé várt irányból, az ugyancsak eltemetett electro-ból merít, s kap újabb vérfrissítést.
Az elektronikus tánczenék és ezen belül is a house egyre nagyobb térnyerése következtében számos új projektet indítottak útjára a label vezetői, a „hagyományos” GU-mixek mellett létrejött a Nubreed, a 24:7, a Stewe Lawler nevével fémjelzett LightsOut és egy-két különleges kompiláció is (Afterhours, Electric Calm), ami által betekintést nyerhetünk olyan kevésbé közkedvelt zenei stílusokba is, mint a downtempo. 
A Global Underground 2003-ban megalapozta saját nevén kiadói státuszát, miután az eredeti GU-kiadó, a Boxed végleg csődbe ment. A GU-n belül létrejött egy GU Music nevezetű címke, amely számos előadó produceri munkáinak megjelentetését tűzte ki célul (ld. Pako & Frederik, Dark Globe, Rogue Audio, Alex Dolby) a DJ-mixek prezentálása mellett, s olyan tehetségekkel ismertette meg a világot, mint a Lostep formáció, vagy Eelke Kleijn.
Az olyan magas színvonalú dj-mix sorozatok mellett, mint a Renaissance, a DJ Kicks vagy a Back To Mine, a Global Underground ma is méltán nemzetközi sikereknek örvend, születése óta rengeteg embert varázsolt el világszerte, amivel végleg beírta nevét az elektronikus-zene nagykönyvébe.

## Előadók, akik dolgoztak a Boxednél vagy Global Undergroundnál
- Tony De Vit
- Nick Warren
- Paul Oakenfold
- John Digweed
- Sasha
- Danny Tenaglia
- Dave Seaman
- Darren Emerson
- Deep Dish
- James Lavelle
- Danny Howells
- Steve Lawler
- Lee Burridge
- Sander Kleinenberg
- Anthony Pappa
- Satoshi Tomiie
- Seb Fontaine
- Trafik
- Lostep
- The Forth
- Pako & Frederik
- Sissy
- UNKLE

## Global Undergorund kiadványok
GU sorozat
| GU001 | Tony De Vit       | Tel Aviv                                | 1996             | 2CD |
| GU002 | [GU007]           | -                                       | -                |     |
| GU003 | Nick Warren       | Prága                                   | 1997             |     |
| GU004 | Paul Oakenfold    | Oslo                                    | 1997             |     |
| GU005 | Tony De Vit       | Tokió                                   | 1998             |     |
| GU006 | John Digweed      | Sydney                                  | 1998             |     |
| GU007 | Paul Oakenfold    | New York                                | 1998             |     |
| GU008 | Nick Warren       | Brazília                                | 1998             |     |
| GU009 | Sasha             | San Francisco                           | 1998             |     |
| GU010 | Danny Tenaglia    | Athén                                   | 1999             |     |
| GU011 | Nick Warren       | Budapest (hivatalosan, valójában Kecel) | 1999             |     |
| GU012 | Dave Seaman       | Buenos Aires                            | 1999             |     |
| GU013 | Sasha             | Ibiza                                   | 1999             |     |
| GU014 | John Digweed      | Hongkong                                | 1999             |     |
| GU015 | Darren Emerson    | Uruguay                                 | 2000             |     |
| GU016 | Dave Seaman       | Fokváros                                | 2000             |     |
| GU017 | Danny Tenaglia    | London                                  | 2000             |     |
| GU018 | Nick Warren       | Amszterdam                              | 2000             |     |
| GU019 | John Digweed      | Los Angeles                             | 2001             |     |
| GU020 | Darren Emerson    | Szingapúr                               | 2001             |     |
| GU021 | Deep Dish         | Moszkva                                 | 2001             |     |
| GU022 | Dave Seaman       | Melbourne                               | 2002             |     |
| GU023 | James Lavelle     | Barcelona                               | 2002             |     |
| GU024 | Nick Warren       | Reykjavík                               | 2003             |     |
| GU025 | Deep Dish         | Toronto                                 | 2003             |     |
| GU026 | James Lavelle     | Románia                                 | 2004             |     |
| GU027 | Danny Howells     | Miami                                   | 2005             |     |
| GU028 | Nick Warren       | Sanghaj                                 | 2005             |     |
| GU029 | Sharam            | Dubaj                                   | 2006             |     |
| GU030 | Nick Warren       | Párizs                                  | 2007             |     |
| GU031 | Dubfire           | Taipei                                  | 2007             |     |
| GU032 | Adam Freeland     | Mexikóváros                             | 2007             |     |
| GU033 | Layo & Bushwacka! | Rio de Janeiro                          | 2007             |     |
| GU034 | Felix Da Housecat | Milánó                                  | 2008             |     |
| GU035 | Nick Warren       | Lima                                    | 2008             |     |
| GU036 | Darren Emerson    | Bogota                                  | 2009             |     |
| GU037 | James Lavelle     | Bangkok                                 | 2009 augusztus 3 |     |
| GU038 | Carl Cox          | Black Rock Desert                       | 2010             |     |
| GU039 | Dave Seaman       | Lithuania                               | 2010             |     |
| GU040 | Solomun           | Hamburg                                 | 2014             |     |
| GU041 | James Lavelle     | Naples                                  | 2015             |     |
| GU042 | Patrice Bäumel    | Berlin                                  | 2019             |     |
| GU043 | Joris Voorn       | Rotterdam                               | 2020             |     |
| GU044 | Amelie Lens       | Antwerp                                 | 2022             |     |
| GU045 | Danny Tenaglia    | Brooklyn                                | 2023             |     |
| GU046 | Anna              | Lisbon                                  | 2024             |     |

GU Sampler sorozat
| GUSAM001     | The Forth | Departures     | 1998 |
| GUSAM002     | The Forth | Arrivals       | 1999 |
| GUSAM003     | The Forth | Destinations   | 2001 |
| GUSAM004CD   | The Forth | Locations      | 2001 |
| GUSAMUS001CD | The Forth | Passport       | 2001 |
| GUSAM005CD   | The Forth | Exposures      | 2004 |
| GUSAM006CD   | The Forth | Synchronised   | 2005 |
| GUSAM007CD   | Dubfunk   | Synchronised 2 | 2007 |

Prototype sorozat
| PRO:001 | Seb Fontaine | 1999 |
| PRO:002 | Seb Fontaine | 1999 |
| PRO:003 | Seb Fontaine | 2000 |
| PRO:004 | Seb Fontaine | 2001 |

Nubreed sorozat
| NU001 | Anthony Pappa      | 2000 |
| NU002 | Danny Howells      | 2000 |
| NU003 | Steve Lawler       | 2000 |
| NU004 | Sander Kleinenberg | 2001 |
| NU005 | Lee Burridge       | 2001 |
| NU006 | Satoshi Tomiie     | 2002 |
| NU007 | Jim Rivers         | 2009 |
| NU008 | Sultan             | 2009 |

24:7 sorozat
| GU247001 | Danny Howells | 2003 |
| GU247002 | Lee Burridge  | 2003 |

Electric Calm sorozat
| GUEC001 | The Forth | 2002 |
| GUEC002 | The Forth | 2003 |
| GUEC003 | The Forth | 2006 |
| GUEC004 | Dubfunk   | 2007 |

Afterhours sorozat
| GUAF001 | The Forth  | 2002 |
| GUAF002 | ismeretlen | 2005 |
| GUAF003 | ismeretlen | 2007 |
| GUAF004 | ismeretlen | 2007 |
| GUAF5CD | ismeretlen | 2008 |

Lights Out sorozat
| GULO001 | Steve Lawler | 2002 |
| GULO002 | Steve Lawler | 2003 |
| GULO003 | Steve Lawler | 2005 |

GU Music sorozat
| GUMU001 | Pako & Frederik    | Atlantic Breakers        | 2003 |
| GUMU002 | Trafik             | Bullet                   | 2004 |
| GUMU003 | Lostep             | Because We Can           | 2006 |
| GUMU004 | The Remote         | Too Low To Miss          | 2006 |
| GUMU005 | Sissy              | All Under                | 2006 |
| GUMU006 | Dark Globe         | Nostalgia For The Future | 2006 |
| GUMU007 | Trafik             | Club Trafikana           | 2007 |
| GUMU008 | Roland Klinkenberg | Mexico Can Wait          | 2007 |
| GUMU009 | Eelke Kleijn       | Naturally Artificial     | 2007 |
| GUMU010 | Pako & Frederik    | The Alert                | 2007 |
| GU5YCD  | ismeretlen         | 5 Years Of GU Music      | 2008 |

## Fordítás
- Ez a szócikk részben vagy egészben  a   Global Underground című angol nyelvű Wikipédia-szócikk fordításán alapul.  Az eredeti cikk szerkesztőit annak laptörténete sorolja fel. Ez a jelzés csupán a megfogalmazás eredetét és a szerzői jogokat jelzi, nem szolgál a cikkben szereplő információk forrásmegjelöléseként.